# Nicolas Chaperon
Pour les articles homonymes, voir Chaperon.
Nicolas Chaperon, baptisé le 19 octobre 1612 en la paroisse Saint-Pierre de Châteaudun et mort à Lyon en 1656, est un peintre, dessinateur et graveur français de la première moitié du XVIIe siècle.

## Biographie
Nicolas Chaperon était le fils de Jehan Chapron et de Marie Brissard. Il fut l'élève de Simon Vouet et séjourna à Rome dès 1642 avec Nicolas Poussin. Les Stati d'amine le signale pour la dernière fois à Rome en 1651. En 1653-1655 les consuls de Lyon voulant orner l'hôtel de ville de Lyon font venir Chaperon de Rome, mais ce dernier « estant mort presque qu'aussitôt qu'il fut arrivé », ils confient la tâche à Thomas Blanchet[réf. nécessaire].

## Œuvres
Il est connu surtout pour ses gravures d'après les Loges de Raphaël. On n'a pu lui attribuer jusqu'à ce jour qu'une dizaine de tableaux.

### Tableaux
- La Présentation de Marie au Temple, 1634, huile sur toile, Austin, Blanton Museum of Art
- Le Vœu de Midas, huile sur toile, 1,00 × 1,36, Bâle, Öffentliche Kunstsammlung, Kunstmuseum ;
- La Nourriture de Jupiter, huile sur toile, 0,99 × 1,36, Chapel Hill, Caroline du Nord, The Ackland Museum, Université de Caroline du Nord[2],[Note 2] ;
- Présentation de Marie au temple, huile sur toile (le sommet est cintré), Compiègne, Chapelle Saint-Nicolas (ancien Hôtel-Dieu). Une esquisse est conservée au musée des Beaux-Arts de Houston ;
- Présentation de Marie au temple, huile sur toile, 0,635 × 0,480, Rennes, musée des Beaux-Arts ;
- L'Alliance de Bacchus et de Vénus, huile sur toile, 0,76 × 0,98, Dallas, Texas Museum of Art ;
- Bacchanale, Dijon, musée Magnin[3] ;
- Silène ivre, huile sur toile, 1,15 × 0,84, Florence, Galerie des Offices ;
- La Sainte Famille avec Sainte Élisabeth et Saint Jean-Baptiste enfant, huile sur toile, 1,46 × 1,20, Gosford House, Royaume-Uni, Écosse, East Lothian, Longniddry, The Earl of Wemys and March[4] ;
- La Madeleine Pénitente, huile sur toile, 0.75 × 0.61, Nancy, musée des Beaux-Arts[5]. Ce tableau fut acquis en 2006, ancienne collection de la marchande Virginie Pitchal, et auparavant de la galerie Charles et André Bailly où il fut catalogué en 1990 comme de Charles Mellin ;
- Moïse et le serpent d'airain, huile sur toile, 113 × 180 cm, musée des Beaux-Arts de Nîmes, acquis en 1998 de la galerie Patrick Weiller, Paris[1] ;
- Vénus, Mercure et Cupidon huile sur toile 1,10 × 1,34, Paris, musée du Louvre. Acquis en vente publique le 26 janvier 2005, chez Christie’s, New York, lot n° 24, pour 192 000 $ ;
- L'Enfance de Bacchus, Poitiers, musée Sainte-Croix, tableau attribué au musée du Louvre par l'Office des Biens et Intérêts Privés en 1951 ; déposé à Poitiers en 1957, copie du tableau du musée de Dallas ;
- Le Déluge, huile sur toile, 0,998 × 1,385, Rouen, musée des Beaux-Arts ;
- Bacchus et Ariane, non localisé, ancienne collection François Heim.
- Le Repos de Silène, huile sur bois, 26 cm, musée des Beaux-Arts d’Orléans (disparu durant la Seconde Guerre mondiale)[6].

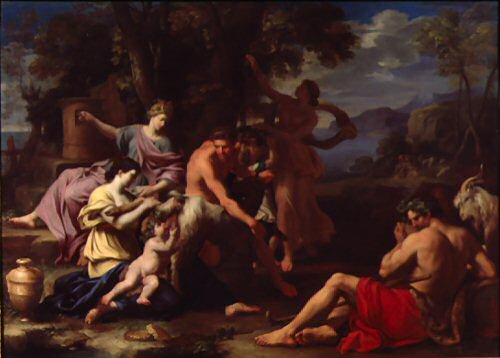
La Nourriture de Jupiter.
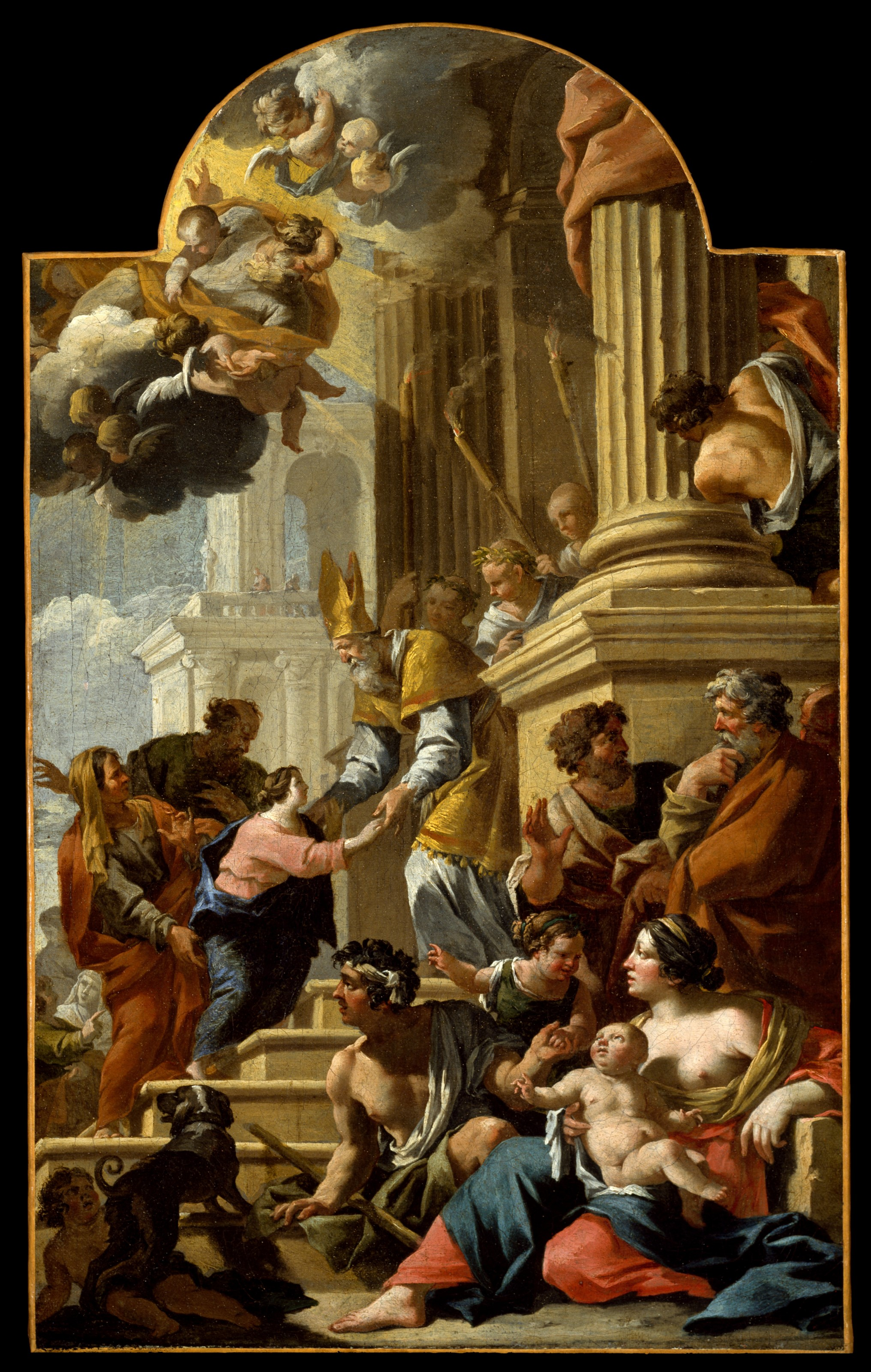
Présentation de Marie au Temple.
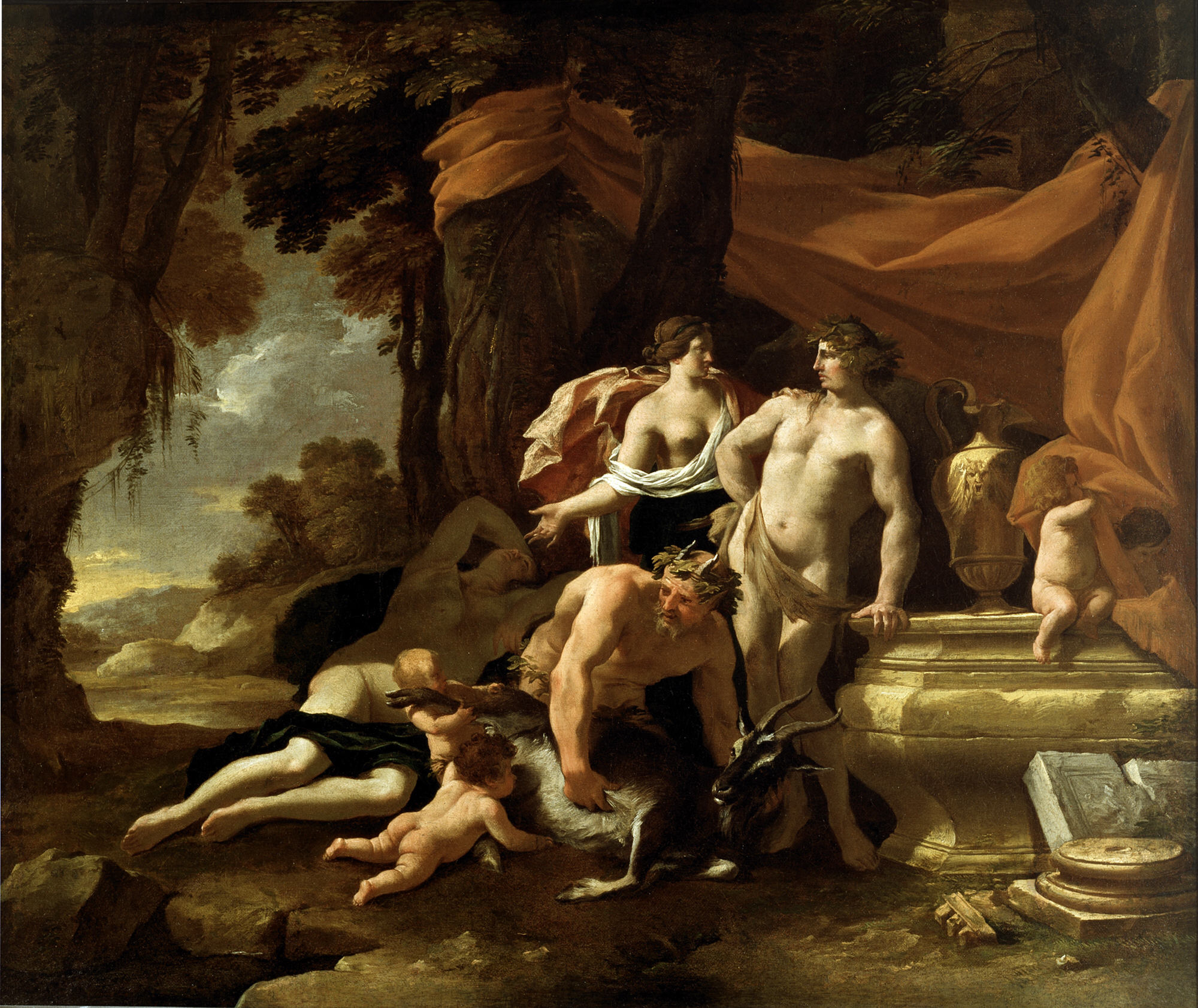
L'union de Vénus et Bacchus, 1639.
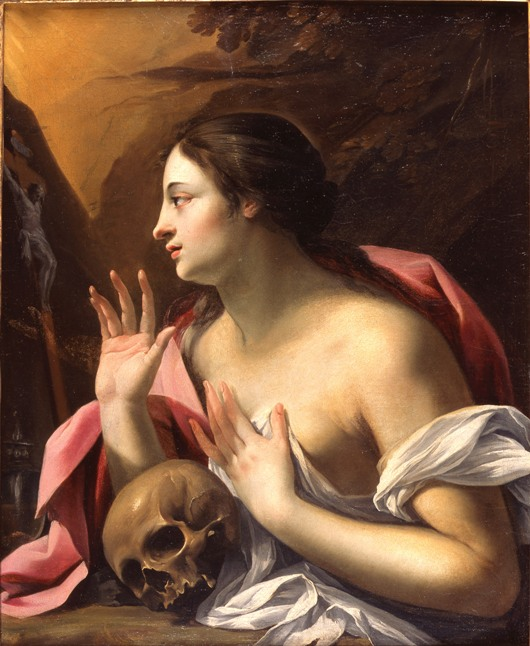
La Madeleine pénitente.

### Dessins
- Bacchus et Midas à la source du Pactole, Besançon, musée des Beaux-Arts et d'Archéologie[7] ;
- Tête de Satyre, Paris, Bibliothèque nationale de France ;
- Bacchus et Ariane dans l'île de Naxos, sanguine, plume, encre brune, lavis brun et quelques rehauts de blanc, H. 0,158 ; L. 0,213 m[8], Paris, École nationale supérieure des Beaux-Arts[9] ; les bacchanales furent le sujet de prédilection de Chaperon. Les modèles décisifs pour lui furent les tableaux peints par Nicolas Poussin en 1624-1625, dès le début de son séjour romain. Ce dessin est à rattacher aux œuvres peintes par Chaperon autour de 1639. Il est plus précisément une étude préparatoire pour un tableau représentant le même sujet (localisation inconnue). Pour sa composition il s'inspire de modèles antiques sculptés tels que l'Apollon du Belvédère et l'Ariane endormie du Vatican[10].
- Bacchanale, acquis en 1793, ancienne collection Saint-Morys, Paris, musée du Louvre, département des arts graphiques ;
- Étude pour une bacchanale, Paris, musée du Louvre, département des arts graphiques, acquis en 1793, ancienne collection Saint-Morys ;
- Femme nue, debout, de face, Paris, musée du Louvre, département des arts graphiques, acquis en 1793, ancienne collection Saint-Morys[11] ;
- La Mélancolie, Paris, musée du Louvre, département des arts graphiques, acquis en 1793, ancienne collection Saint-Morys[12] ;
- La Mélancolie, Paris, musée du Louvre, département des arts graphiques, acquis en 1793, ancienne collection Saint-Morys, autre dessin ;
- Saint Joseph tenant l'Enfant, Paris, musée du Louvre, département des arts graphiques ;
- Trois anges jouant avec des fleurs sur des nuages, Paris, musée du Louvre, département des arts graphiques, acquis en 1793, ancienne collection Saint-Morys ;
- Un satyre, Rennes, musée des Beaux-Arts, acquis en 1794, ancienne collection Robien[13].

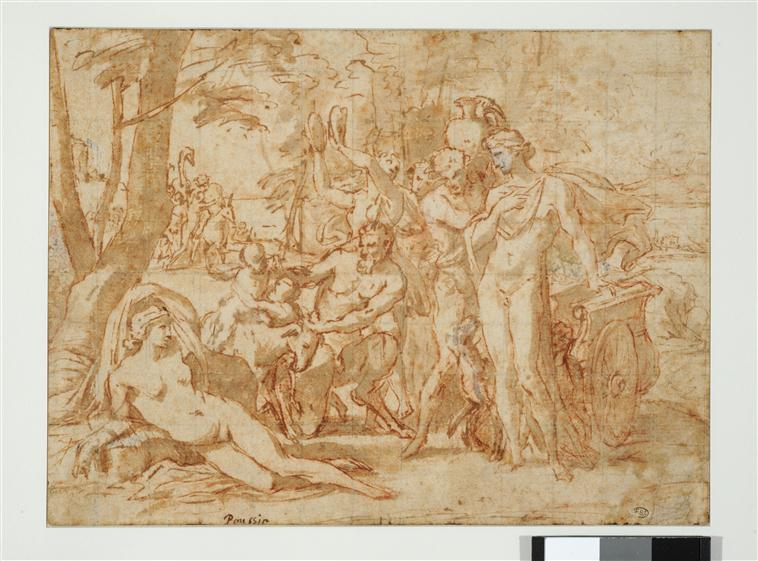
Bacchus et Ariane dans l'île de Naxos.
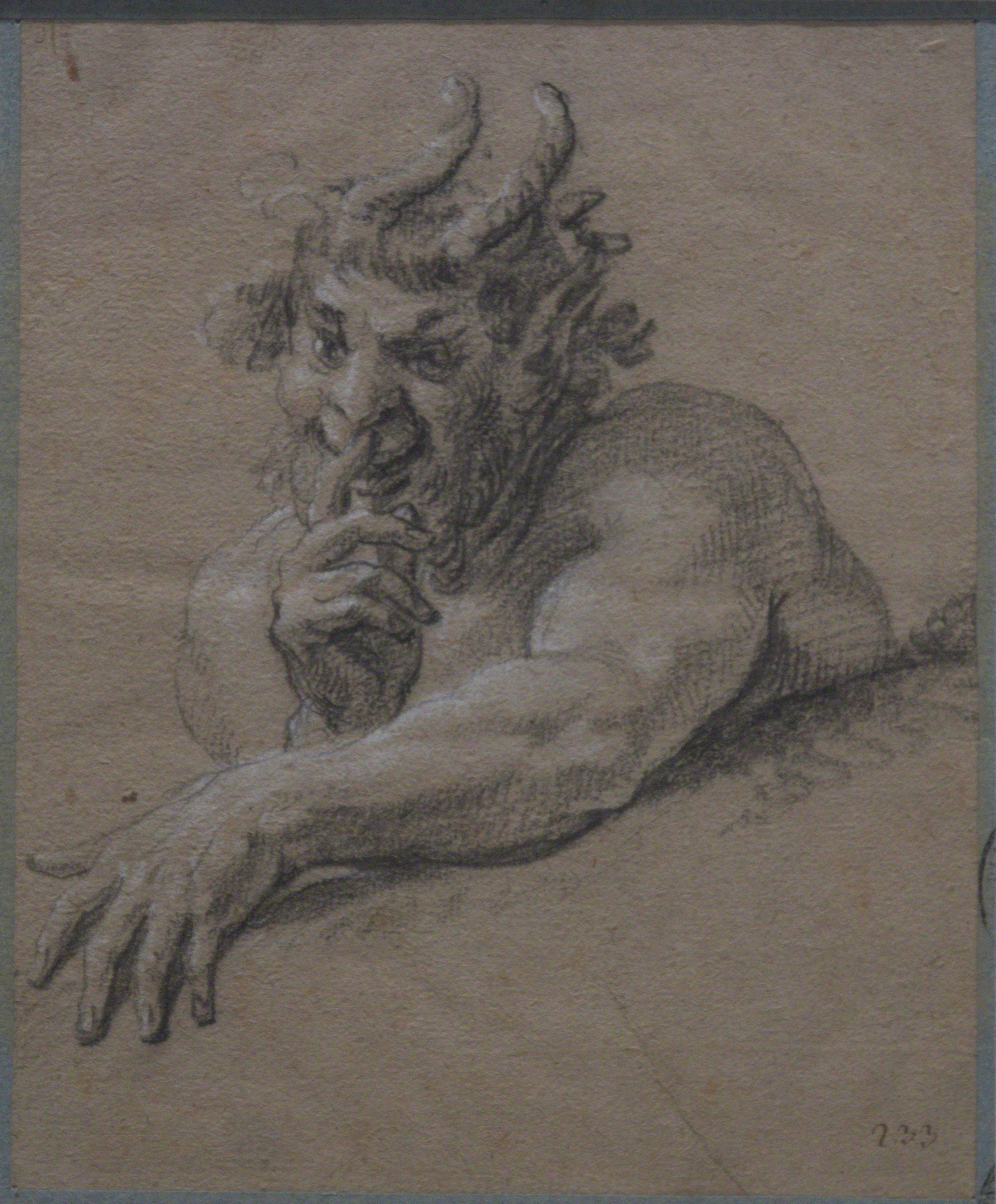
Un satyre.

### Gravures
Chaperon fut célèbre pour ses gravures des Loges du Vatican de Raphaël, une suite de 54 pièces, éditée à Rome en 1649.
Nemours, Château-Musée : 
- Bacchanale au cortège de Silène, eau-forte sur papier vergé, 22,7 x 16,9 cm. 2017.0.90.

### Copies
- Présentation de la Vierge au temple, copie peinte par Jean Séjourné, Chalautre-la-Grande.
- Adoration des mages, copie anonyme d'une œuvre de Chaperon connue par l'estampe, Poliénas.

## Critique
Comme l'écrit Sylvain Laveissière : « ce qui a maintenu notoire le nom de Chaperon, c'est le flot d'invectives imagées, digne d'un répertoire du capitaine Haddock, que Poussin dans sa correspondance avec Chantelou déverse sur ce praticien indocile et vindicatif qui refuse de mener à bien sa copie peinte de la Transfiguration ».